# موريس ويليامسون
موريس ويليامسون (بالإنجليزية: Maurice Williamson)‏ هو سياسي نيوزلندي، ولد في 6 مارس 1951 في أوكلاند في نيوزيلندا. حزبياً، نشط في الحزب الوطني في نيوزيلندا. وقد انتخب عضو مجلس النواب النيوزيلندي.